# Lista över ledamöter av Sveriges riksdags andra kammare 1891–1893
Ledamöter av Sveriges riksdags andra kammare mandatperioden 1891–1893.

## Stockholms stad
- Curt Wallis, e. o. professor
- Johan Johansson i Stockholm, grosshandlare
- Julius Mankell, f. d. kapten
- Fridtjuv Berg, folkskollärare
- Johan Fjällbäck, snickaremästare
- Sixten von Friesen, tillförordnad rektor
- Christian Lovén, sekreterare
- Wilhelm Walldén, godsägare
- Adolf Erik Nordenskiöld, professor
- Arvid Gumælius, direktör
- Henrik Fredholm, civilingenjör
- Emil Hammarlund, redaktör
- Edvard Wavrinsky, direktör
- Olof Olsson, mössfabrikör
- Jakob Ekman, missionsföreståndare
- Alfred Fock, kansliråd
- Adolf Hedin, fil. kand., litteratör
- Ernst Beckman, litteratör
- Nils Linder, lektor
- Greve Hugo Hamilton, t. f. byråchef
- Jakob Erikson, bokförläggare
- Richard Gustafsson, redaktör
- Magnus Höjer, lektor
- Gustaf Ericsson i Stockholm, husägare

## Stockholms län
- Pehr Pehrsson i Norrsund, hemmansägare, för Norra Roslags domsaga
- Erik Åkerlund, godsägare, för Mellersta Roslags domsaga
- Erik Gustaf Boström, bruksägare, för Södra Roslags domsaga
- Gustaf Fredrik Östberg, godsägare, för Stockholms läns västra domsaga
- August Pettersson, kontraktsprost, för Södertörns domsaga
- Carl Palm, kapten, för Enköping, Södertälje, Norrtälje, Östhammar, Öregrund, Sigtuna och Vaxholm

## Uppsala län
- Alfred Kihlberg, arrendator f. 1843, för Norunda och Örbyhus härad
- Karl Holmgren, nämndeman, för Olands härad
- Jan Eliasson i Skuttungeby, hemmansägare, för Uppsala läns mellersta domsaga
- Lars Mallmin i Gran, lantbrukare, för Uppsala läns södra domsaga
- Zakarias Larsson, ingenjör, för Uppsala stad
- Simon Boëthius, extra ordinarie professor, för Uppsala stad

## Södermanlands län
- Fredric Pettersson, arrendator, för Jönåkers härad
- Carl Andersson, hemmansägare, för Rönö, Hölebo och Daga härader
- Nils Olsson i Ättersta, hemmansägare, för Oppunda härad
- Johan Arvid Wahlgren, förvaltare, för Villåttinge härad
- Carl Andersson i Hamra, hemmansägare, f. 1832, för Väster- och Österrekarne härader
- Carl August Kumlin, lantbrukare, för Åkers och Selebo härader.
- Ernst Edelstam, häradshövding, för Nyköping, Torshälla, Mariefred, Trosa och Enköping.
- Vakant för Eskilstuna och Strängnäs.

## Östergötlands län
- Axel Petersson, hemmansägare, f. 1839, för Kinda och Ydre domsaga
- John Örwall, bruksägare, för Björkekinds, Östkinds, Lösings, Bråbo och Memmings domsaga
- Johannes Eriksson, hemmansägare, f. 1827, för Lysings och Göstrings domsaga
- Oscar Larsson i Mörtlösa, för Åkerbo, Bankekinds och Hanekinds domsaga
- Gustaf Anderson i Himmelsby, hemmansägare, för Vifolka, Valkebo och Gullbergs domsaga
- Per Gustaf Petersson i Brystorp, hemmansägare, för Finspånga läns domsaga
- Carl Jakob Jakobson i Karlshult, lantbrukare, för Aska, Dals och Bobergs domsaga
- vakant, för Hammarkinds och Skärkinds domsaga
- Magnus Fredrik Stånggren, borgmästare, för Linköping
- Nils Rosengren, folkskollärare, för Norrköping
- Axel Swartling, vice konsul, för Norrköping
- vakant, för Norrköping
- August Zotterman, direktör för Vadstena, Skänninge, Söderköping, Motala och Gränna.

## Jönköpings län
- Johan Sjöberg i Bodaryd, nämndeman, för Västra härads domsaga
- Johan August Johansson, hemmansägare, f. 1855, för Östra härads domsaga
- Gustaf Svensson, organist, för Östbo härad
- Anders Andersson i Hakarp, hemmansägare, för Västbo härad
- Johan Anderson i Tenhult, hemmansägare, för Tveta, Vista och Mo domsaga
- Oscar Erickson i Bjersby, lantbrukare, för Norra och Södra Vedbo domsaga
- Carl Falk, apotekare, för Jönköping

## Kronobergs län
- Johan Petersson i Boestad, hemmansägare, för Uppvidinge härad
- Johan August Sjö, hemmansägare, f. 1839, för Konga härad
- Carl Fredrik Petersson i Dänningelanda, Jönsagård, f. 1839, hemmansägare, för Kinnevalds och Norrvidinge härad
- Magnus Andersson i Löfhult, hemmansägare, för Allbo härad
- Anders Gustaf Jönsson i Mårarp, hemmansägare, för Sunnerbo domsagas östra valkrets
- Anders Gustaf Björkman, hemmansägare, f. 1833, för Sunnerbo domsagas västra valkrets
- Bertrand Lindgren, borgmästare, för Växjö och Oskarshamn

## Kalmar län
- Jonas Petter Nilsson, hemmansägare, f. 1829, för Norra Tjusts härad
- Otto Redelius, kyrkoherde, f. 1835, för Södra Tjusts härad
- Melcher Ekströmer, f. d. kapten, för Aspelands och Handbörds domsaga
- Robert Petersson i Skurö, hemmansägare, för Sevede och Tunaläns domsaga
- Johan Eklund, lantbrukare, för Norra Möre och Stranda domsaga
- Carl Johan Bladh i Örsjö, handlare,  för Södra Möre domsagas västra valkrets
- Nils Petersson i Runtorp, hemmansägare, för Södra Möre domsagas östra valkrets
- Anders Peter Danielson, hemmansägare, för Ölands domsaga
- Carl Gethe, sekreterare, för Kalmar stad
- Richard Berg, överstelöjtnant, för Västervik, Eksjö och Vimmerby.

## Gotlands län
- Ludvig Norrby, hemmansägare, för Södra domsagan (från 1886)
- Per Larsson i Fole, lantbrukare, för Norra domsagan
- August Bokström, kronofogde, för Visby och Borgholm

## Blekinge län
- Nils Jönsson i Gammalstorp, lantbrukare, f. 1844, för Listers domsaga
- Pehr Pehrson i Törneryd, hemmansägare, för Bräkne domsaga
- Sven Arnoldsson, lantbrukare, för Östra härads domsaga
- August Peterson i Hasselstad, hemmansägare, för Medelstads domsaga
- Edvard Svensson, flaggunderofficer vid kungliga flottan, för Karlskrona
- Peter Anselm Romberg, läroverksadjunkt, för Karlskrona
- Albert Lilienberg, för Karlshamn, Ronneby och Sölvesborg

## Kristianstads län
- Lasse Jönsson, landstingsman, f. 1834, för Ingelstads och Järrestads domsaga
- Anders Nilsson i Rinkaby, hemmansägare, för Villands härad
- Per Truedsson, hemmansägare, för Östra Göinge domsaga
- Sven Nilsson i Everöd, hemmansägare, för Gärds och Albo domsaga
- Ola Bosson Olsson, hemmansägare, för Västra Göinge domsaga
- Carl Wittsell i Örkelljunga, gästgivare, f. 1854, för Norra Åsbo domsaga
- Olof Andersson i Lyckorna, hemmansägare, f. 1839, för Bjäre och Södra Åsbo härad
- Gundelach Bruzelius, assessor, för Kristianstads och Simrishamn

## Malmöhus län
- Mårten Dahn, hemmansägare, för Skytts och Oxie domsaga
- Nils Nilsson i Skärhus, hemmansägare, f. 1841, för Färs härads domsaga
- Werner von Schwerin, godsägare, f. 1851, för Frosta härads domsaga
- Nils Persson i Vadensjö, lantbrukare, för Rönnebergs och Harjagers härader
- Ivar Månsson i Trää, hemmansägare, för Onsjö härad
- Anders Olsson i Ornakärr, hemmansägare, för Luggude domsagas norra valkrets
- Anders Persson i Mörarp, hemmansägare, för Luggude domsagas södra valkrets
- Jöns Bengtsson, hemmansägare, för Bara härad
- Nils Åkesson i Södra Sandby, lantbrukare, f. 1836, för Torna härad
- Hans Andersson i Nöbbelöv, lantbrukare, för Vemmenhögs, Ljunits och Herrestads härader
- Carl Herslow, filosofie doktor, för Malmö
- Carl Andersson i Malmö, boktryckare, för Malmö
- Wilhelm Skytte, rådman, för Malmö
- Johan Dieden, vicekonsul, för Malmö
- Robert Darin, lektor, för Malmö
- Christian Bülow, för Lund
- Gustaf Peyron d.y., generalmajor, för Helsingborg
- Gustaf Thestrup, auditör, för Landskrona
- Elis Nilson, kapten, för Ystad, Trelleborg, Skanör och Falsterbo

## Hallands län
- Ivar Lyttkens, lantbrukare, för Halmstads och Tönnersjö härad
- Gustaf Gyllensvärd, lantbrukare, för Höks härad
- Bengt Bengtsson i Boberg, hemmansägare, för Årstads och Faurås härader
- Alfred Bexell, godsägare, för Himle härad
- Archibald Williamson, kapten, för Fjäre och Viske domsaga
- Wilhelm Wester, häradshövding, för Halmstad och Ängelholm
- Magnus Lundberg, borgmästare, för Laholm, Falkenberg, Varberg och Kungsbacka

## Göteborgs och Bohus län
- Johan Sjöholm, ingenjör, för Västra och Östra Hisings härad
- Johan Wilhelm Lyckholm, för Askims och Sävedals härader
- Anders Andersson i Intagan, hemmansägare, för Inlands domsaga
- Axel Ljungman, fil. dr, för Orust och Tjörns domsaga
- Carl Tobias Lind i Gerum, hemmansägare, för Norrvikens domsaga
- Johan Alrik Johansson, ingenjör, för Lane och Stångenäs härad
- Carl Mauritz Ekström, kronolänsman, för Tunge, Sotenäs och Sörbygdens härad
- Christian Bratt, major, för Göteborgs stad
- Olof Melin, stadsmäklare, för Göteborgs stad
- Anders Fredrik Liljeholm, folkskollärare, för Göteborgs stad
- Carl Fredrik Winkrans, rektor, för Göteborgs stad
- Gustaf Svanberg, borgmästare, för Göteborgs stad
- August Wijkander, professor, för Göteborgs stad
- Josef Andrén, grosshandlare, för Göteborgs stad
- Axel Lilljequist, handlare, för Göteborgs stad
- Henrik Hedlund, redaktör, för Göteborgs stad
- Johan August Westerberg, arkitekt, för Göteborgs stad
- Carl Wilhelm Collander, fabrikör, för Uddevalla, Strömstad, Marstrand.

## Älvsborgs län
- Frans Gustaf Janson, lantbrukare, för Marks härad)
- August Larsson, lantbrukare, f. 1833, för Vedens och Bollebygds härad
- Carl Johansson, regementsintendent, för Väne, Flundre och Bjärke domsaga
- Sixten Oskar Nylander, ingenjör, f. 1853, för Kinds härad
- Nicolaus August Molander, lantbrukare, f. 1839, för Redvägs härad
- Jonas Andersson i Vårgårda, för Kullings, Ale och Vätle härad
- Peter Svensson, hemmansägare, f. 1826, för Ås och Gäsene härad
- Anders Larsson i Flicksäter, för Sundals härad
- Magnus Andersson, fabriksidkare, för Valbo och Nordals härad
- Peter Andersson, hemmansägare, för Vedbo och Tössbo domsaga
- Tullius Forsell, kronofogde, för Vänersborg, Åmål och Kungälv
- Alfred Wendt, borgmästare, för Borås, Alingsås och Ulricehamn

## Skaraborgs län
- Anders Svenson i Edum, hemmansägare, för Åse, Viste, Barne och Laske domsaga
- Anders Svenson i Bossgården, hemmansägare, för Kållands, Kinne och Kinnefjärdings domsaga
- Elias Fredholm, organist, för Skånings, Vilske och Valle domsaga
- Johannes Jonsson, hemmansägare, för Kåkinds och Gudhems domsaga)
- Carl Persson i Stallerhult, lantbrukare, för Vartofta och Frökinds domsaga
- Anders Johansson i Lövåsen, hemmansägare, för Vadsbo norra domsaga
- Carl Gustaf August Bergendahl, ryttmästare, för Vadsbo södra domsaga
- Knut Axel Ryding, generalmajor, för Mariestad, Skara och Skövde
- Axel Wilhelm Nilson, rektor, för Lidköping, Falköping och Hjo

## Värmlands län
- Olof Anderson i Hasselbol, hemmansägare, för Visnums, Väse och Ölme härad
- Carl Gustaf Bruse i Långbanshyttan, bergsman, f. 1841, för Färnebo härad
- Olof Olson i Stensdalen, hemmansägare, för Mellan-Sysslets domsaga
- Lars Persson i Heljebol, hemmansägare, för Söder-Sysslets domsaga
- Nils Nilsson i Vrängebol, hemmansägare, för Nordmarks domsaga
- Johannes Andersson i Lysvik, klockare, för Fryksdals domsaga
- Emil Olsson i Kyrkebol, nämndeman, för Jösse domsaga
- Gustaf Jansson i Krakerud, hemmansägare, f. 1839, för Älvdals och Nyeds domsaga
- Gullbrand Elowson, lektor, för Karlstads och Filipstad
- Anders Fredrik Broström, boktryckare, för Kristinehamn, Askersund, Nora och Lindesberg

## Örebro län
- Lars Fredrik Odell, hemmansägare, för Edsbergs, Grimstens och Hardemo härad
- Edvard Thermænius, fabriksidkare, för Kumla och Sundbo härad
- Per Nilsson i Råby, hemmansägare, för Örebro och Glanshammars härad
- Folke Andersson i Helgesta, hemmansägare, f. 1829 (för Askers och Sköllersta härad)
- Peter Arvid Henrik Stjernspetz, f. d. major, för Lindes domsaga
- Johan Johansson i Noraskog, riksgäldsfullmäktig, för Nora domsaga
- Anton Napoleon Hahn, fabriksidkare, för Örebro stad

## Västmanlands län
- Gustaf Olsson i Frösvi, hemmansägare, för Västmanlands södra domsaga
- Per Ersson, godsägare, f. 1837, för Västmanlands västra domsaga
- Per Holm, bergsman, för Västmanlands norra domsaga
- Eric Ersson i Arnebo, hemmansägare, f. 1829, för Västmanlands östra domsaga
- Fredrik Hederstierna, landshövding, för Västerås och Köping (till 1891)
  - ersatt av Carl Johan Hammarström, hovslagare, för Västerås och Köping (från 1892)
- Jakob Persson, rektor, för Arboga och Sala

## Kopparbergs län
- Daniel Persson i Tällberg, nämndeman, för Leksands, Åls och Bjursås tingslag
- Ollas Anders Ericsson i Boda, hemmansägare, för Gagnef samt Rättviks och Ore tingslag.
- Erik Norman i Östnor, handelsföreståndare, för Ofvan-Siljans domsaga
- Back Per Ersson, bergsman, f. 1840, för Hedemora domsaga
- Anders Hansson i Solberga, hemmansägare, f. 1839, för Falu domsaga
- Jan Jansson i Saxhyttan, fjärdingsman, för Grangärde, Norrbärke och Söderbärke tingslag
- Stormats Matias Olsson, handelsföreståndare, f. 1839, för Malungs, Lima och Äppelbo samt Nås, Järna och Floda tingslag
- Valdemar Vahlin, läroverksadjunkt, för Falun, Hedemora och Säter

## Gävleborgs län
- Anders Olsson i Mårdäng, hemmansägare, f. 1851, för Gästriklands domsagas östra tingslag
- Anders Göransson i Åsen, hemmansägare, f. 1845, för Gästriklands domsagas västra tingslag
- Halvar Eriksson i Elgered, hemmansägare f. 1855, för Bergsjö och Delsbo tingslag.
- Jonas Andersson i Ölsund, för Enångers och Forsa tingslag
- Olof Jonsson i Hov, hemmansägare, för Västra Hälsinglands domsaga
- John Johnsson i Thorsberg, trävaruhandlare, f. 1837, för Södra Hälsinglands domsagas västra tingslag
- Nils Hansson i Berga, hemmansägare, f. 1835, för Södra Hälsinglands domsagas östra tingslag
- Paul Petter Waldenström, lektor, för Gävle stad
- Olof Brodin, skeppsbyggmästare, för Gävle stad
- Frithiof Schöning, konsul, för Söderhamn

## Västernorrlands län
- Nils Petter Wallmark, hemmansägare, för Medelpads västra domsaga
- Carsten Jacobsen, disponent, f. 1833, för Sköns tingslag
- Erik Ahlgren, hemmansägare, f. 1847, för Njurunda, Ljustorp och Indals tingslag.
- Johan Nydahl, skolföreståndare, f. 1846, för Ångermanlands södra domsaga
- Johan Dahlberg, bruksägare, för Ångermanlands mellersta domsaga
- Erik Petter Jonsson, hemmansägare, för Ångermanlands västra domsaga
- Per Gustaf Näslund, hemmansägare, f. 1827, för Nätra och Nordingrå tingslag
- Jonas Domeij, för Själevads och Arnäs tingslag
- Gustaf Ryding, landshövding, för Härnösand, Umeå och Skellefteå (1891)
  - ersatt av: Axel Wästfelt, landshövding, för Härnösand, Umeå och Skellefteå (1892–1893)
- Magnus Arhusiander, grosshandlare, för Sundsvall

## Jämtlands län
- Johan Nordin i Hammerdal, folkskollärare, för Jämtlands norra domsaga
- Gunnar Eriksson i Mörviken, hemmansägare, för Jämtlands västra domsaga
- Jöns Bromée i Billsta, häradsdomare, för Jämtlands östra domsaga
- Per Norberg i Funäsdalen, häradsdomare, för Härjeådalens domsaga
- Sven Johan Kardell, lektor, för Östersund och Hudiksvall

## Västerbottens län
- Anders Åström, handlare, för Västerbottens södra domsaga
- Anton Hellgren, kronolänsman, för Västerbottens västra domsaga
- Johan Lundström i Norsjö, hemmansägare, för Västerbottens norra domsaga
- Nils Boström, hemmansägare, f. 1844, för Västerbottens mellersta domsaga

## Norrbottens län
- Johan Eric Wikstén, hemmansägare, för Piteå domsaga
- Nils Wallmark, hemmansägare, för Luleå domsaga
- Harald Ström, vicekonsul, för Kalix domsaga
- Johan Lindh, handlande, för Torneå domsaga
- Magnus Alsterlund, överstelöjtnant, för Luleå, Piteå och Haparanda